# Tinamus
Tinamus Hermann. 1783 è un genere di uccelli appartenente alla famiglia Tinamidae.

## Sistematica
Comprende 5 specie con 20 sottospecie:
- Tinamus tao Temminck, 1815 - tinamo grigio
  - Tinamus tao larensis Phelps & Phelps Jr, 1949
  - Tinamus tao kleei (Tschudi, 1843)
  - Tinamus tao septentrionalis Brabourne & Chubb, 1913
  - Tinamus tao tao Temminck, 1815
- Tinamus solitarius (Vieillot, 1819) - tinamo solitario
  - Tinamus solitarius solitarius (Vieillot, 1819)
  - Tinamus solitarius pernambucensis Berla, 1946
- Tinamus osgoodi Conover, 1949 - tinamo nero
  - Tinamus osgoodi osgoodi Conover, 1949
  - Tinamus osgoodi hershkovitzi Blake, 1953
- Tinamus major (Gmelin, 1789) - tinamo grosso
  - Tinamus major brunneiventris Aldrich, 1937
  - Tinamus major castaneiceps Salvadori, 1895
  - Tinamus major fuscipennis Salvadori, 1895
  - Tinamus major latifrons Salvadori, 1895
  - Tinamus major major (Gmelin, 1789)
  - Tinamus major olivascens Conover, 1937
  - Tinamus major percautus van Tyne, 1935
  - Tinamus major peruvianus Bonaparte, 1856
  - Tinamus major robustus Sclater & Salvin, 1868
  - Tinamus major saturatus Griscom, 1929
  - Tinamus major serratus (von Spix, 1825)
  - Tinamus major zuliensis Osgood & Conover, 1922
- Tinamus guttatus Pelzeln, 1863